# Scarpa d'oro 2017
La Scarpa d'oro 2017 è il riconoscimento calcistico assegnato al miglior marcatore in Europa tenendo conto delle marcature messe a segno nel rispettivo campionato e del Coefficiente UEFA nella stagione sportiva 2016-2017 e/o nella stagione 2016 per i campionati che si svolgono nell'anno solare.
Il premio è stato vinto da Lionel Messi grazie ai 37 gol siglati nella Primera División corrispondenti a 74 punti. Per l'argentino si tratta del quarto trionfo dopo quelli ottenuti nel 2010, nel 2012 e nel 2013.

## Classifica finale
Questa la classifica relativa alle prime posizioni della competizione:
| Pos | Nome                      | Campionato       | Squadra             | Gol | C-UEFA | Punti |
| --- | ------------------------- | ---------------- | ------------------- | --- | ------ | ----- |
| 1   | Lionel Messi              | Primera División | Barcellona          | 37  | x2     | 74    |
| 2   | Bas Dost                  | Primeira Liga    | Sporting Lisbona    | 34  | x2     | 68    |
| 3   | Pierre-Emerick Aubameyang | Bundesliga       | Borussia Dortmund   | 31  | x2     | 62    |
| 4   | Robert Lewandowski        | Bundesliga       | Bayern Monaco       | 30  | x2     | 60    |
| 5   | Luis Suárez               | Primera División | Barcellona          | 29  | x2     | 58    |
| 5   | Harry Kane                | Premier League   | Tottenham           | 29  | x2     | 58    |
| 5   | Edin Džeko                | Serie A          | Roma                | 29  | x2     | 58    |
| 8   | Dries Mertens             | Serie A          | Napoli              | 28  | x2     | 56    |
| 9   | Edinson Cavani            | Ligue 1          | Paris Saint-Germain | 35  | x1,5   | 52,5  |
| 10  | Andrea Belotti            | Serie A          | Torino              | 26  | x2     | 52    |

## Attribuzione del coefficiente UEFA
- Per i campionati che si trovano dal 1º al 5º posto del coefficiente UEFA i gol del giocatore vanno moltiplicati per 2 (Spagna, Inghilterra, Germania, Italia, Portogallo).
- Per i campionati che si trovano dal 6º al 21º posto del coefficiente UEFA i gol del giocatore vanno moltiplicati per 1,5 (Francia, Russia, Ucraina, Paesi Bassi, Belgio, Svizzera, Turchia, Grecia, Repubblica Ceca, Romania, Austria, Croazia, Polonia, Cipro, Israele, Bielorussia).
- Per i campionati che si trovano dal 22º posto in giù del coefficiente UEFA i gol del giocatore vanno moltiplicati per 1.